# 柳生清厳
柳生 清厳（やぎゅう きよとし、元和元年（1615年）‐寛永15年1月1日(1638年2月14日)）は、江戸時代前期の武士。尾張藩士、柳生新陰流の剣術家。通称、新左衛門。

## 略歴

### 有望な嫡男
元和元年（1615年）柳生利厳の嫡男として誕生した。母は正室だというが、不明である。初名は権平。
この年父・利厳は成瀬正成の推挙により尾張藩主徳川義直に兵法師範として500石で仕えている。
清厳は利厳から直々に新陰流を叩き込まれ、自身でも宝蔵院流槍術を習得していた。また読書・詩歌に勤しむなど文武両道の人物であった。
元服して新左衛門と名乗ると、徳川義直の小姓となり300石を賜った。清厳は新陰流の後継者として父・主君に大いに期待されていた。

### 病による絶望
しかし小姓就任直後、急病によって任を辞せざるを得なり、柳生の別宅で療養することになる。病床の清厳は衰弱し、家名を汚すことを恐れていたという。
健康のため有馬温泉へ通うなどの活動もみられているが、伝言などから死を望んでいたと考えられる。

### 死地を求めて
寛永14年（1637年）島原の乱が起きると、「吾不幸にして廃侯に嬰り、汚名身を辱しむ、豈久しく生きて人間に在らんや、命を此役に殞し、耻を雪ぎ憤を解くの愈れるに如かず」と親しい者に言い残し、幕府軍軍監で清厳の交友でもある石谷貞清に参陣を請うて、松倉勝家に属する。利厳ら家族には湯治を名目にして旅立ち、何も告げていなかったという。
12月27日、家人の安藤仁兵衛儀玄、武藤太左衛門儀信、草履取の彌蔵、槍持某を連れて着陣、1月1日大将格の板倉重昌が総攻撃を行うと、清厳も先方軍として従って突撃した。
清厳は十文字槍を振るい、槍が傷むとこれを刀に替えるなど奮戦するが、板倉重昌が戦死すると軍が崩れ、清厳も鉄砲に当たり戦死した。安藤仁兵衛儀玄、武藤太左衛門儀信、草履取の彌蔵も清厳の後を追って討ち死にした。
清厳は24歳の若さであった。

## 遺言
清厳は敗勢の中死を悟って、槍持に「生死皆忠なりと、奴己むことを得ずして会に従ひ、清厳の死するに及びて、遺書と槍とを携へて還る」と言い、遺書と遺髪、血塗れた十文字槍を託し、遺書の中で無断で家を出たことを父に詫び、弟を残しながら孝行できなかったことを母に謝罪した。弟らには「茂左、新六は母をよろしく頼む」と残している。
また姑夫・天野四郎右衛門には、「西風一陣来　黄葉頻辞枝　看々得春色　功名不朽時」と辞世の詩を残している。
槍持は激しく泣きながら無事に尾張へ遺書と遺髪、十文字槍を持ち帰っている。

## 死後
尾張柳生家の家督は利方に、尾張藩2代藩主徳川光友の指南役に厳包が就任している。
清厳は結婚せず、子はいなかった。
法名は「韶室宗陽禅定門」。遺髪は白林寺に納められ、墓碑を建てられている。

## 参考資料
- 『正伝新陰流』柳生厳長、株式会社島津書房、1989年2月
- 『島原の乱』神田千里、中央公論新社、2005年
- 『柳生一族』相川司、伊藤昭共著、株式会社新紀元社、2004年
- 『定本大和柳生一族』今村嘉雄、人物往来社、1994年